# Kjumbi
Kjumbi je bog neba in stvarnik pri Parih v Tanzaniji.
Kjumbi je najprej ustvaril ljudi. Le ti so začeli graditi visok stolp, da bi se lahko bojevali s »tistimi tam zgoraj« na nebu. Zato je sprožil potres, tako da se je stolp porušil in pod seboj pokopal vse delavce. Da se ljudje ne bi mogli približati »tistim tam zgoraj«  je »zgornjo deželo« za vsak primer še bolj odmaknil od zemlje.